# Народна младеж
„Народна младеж“ е издателство на Централния комитет на Димитровския комунистически младежки съюз, специализирано в издаването на младежка и детско-юношеска периодика и литература и съществувало между 1945 и 1990 г.
Създадено е през 1945 г. на основата на Детиздат и „Младо поколение“.
Издавало е книги от Агата Кристи, Реймънд Чандлър, Вилхелм Буш, Ханс Кристиан Андерсен, Братя Грим, Айрис Мърдок, Александър Фадеев и други.
Поредицата „Библиотека смяна“ на издателството „Народна младеж“  представя дебютни книги на български писатели.

## Периодика
- „Народна младеж“ – ежедневник на ЦК на ДКМС;
- „Септемврийче“ – седмичник на Централния съвет на Димитровската пионерска организация „Септемврийче“;
- и др.

## Поредици
- „Имена върху гранит“ (от 1949 г.).
- „Чавдар“ (от 1953) – за политически дейци, за младежи, загинали в комунистическото движение преди 1944 г.
- „Приказки от цял свят“ (от 1954 г.).
- Библиотека „Приключения и научна фантастика“ (1955 – 1990 г.).
- „Любими книги и герои“ (от 1961 г.).
- Младежка библиотека „Меридиани“ (1962 – 1990 г.) – романи и повести.
- „Лъч“ (1963 – 1990 г.) – разузнавачески и приключенски романи и повести.
- „България в образи“ (от 1966 г.).
- „Златна библиотека“ (от 1966 г.).
- „Парабола“ (от 1967 г.).
- „Мавър“ (от 1969 г.).
- „Дъга“ (от 1970 г.).
- „Еврика“ (от 1975 г.).
- „Класиците на марксизма-ленинизма и видни политически дейци за младежта“ (от 1976 г.).
- „Социалистическият начин на живот и младежта“ (от 1977 г.).
- „В страната на Съветите“ (от 1977 г.).
- „Библиотека Фантастика“ – [2]
- „Поколение“ (от 1971 г.).
- Библиотека „Световна класика за деца и юноши“.

Отговорен секретар: Деян Христов.

### Библиотека „Приключения и научна фантастика“
1. Тримата мускетари – Александър Дюма (1955)
2. Един ден на Луната – Борис Светлинов (псевдоним на Борис Илиев Стефанов) (1955)
3. Капитан Немо – Жул Верн (1955)
4. Гнездото на осите – Георгий Брянцев (1955)
5. Приключенията на Мюнхаузен – Рудолф Ерих Распе (1955)
6. Звездни кораби – Иван Ефремов (1955)
7. В света на радиовълните – Фьодор Честнов (1955)
8. Карабарчик – Николай Глебов (1955)
9. Следите остават – Павел Вежинов (1954)
10. За три дни – Атанас Наковски (1955)
11. Гости от вековете – Стоян Стайнов (1956)
12. Белият зъб – Джек Лондон (1956)
13. Диамантената тръба – Иван Ефремов (1956)
14. Скъпоценният камък – Андрей Гуляшки (1956)
15. Следи по снега – Георгий Брянцев (1956)
16. Остров Тамбукту (в 3 части, I част) – Марко Марчевски (1956)
17. Последният мохикан – Джеймс Фенимор Купър (1956)
18. Задача „Орион“ – Бончо Несторов (1956)
19. Над Тиса – Александър Авдеенко (1956)
20. Клетвата – Любен Станев (1956)
21. Конникът без глава – Майн Рид (1956)
22. Пабло индианчето – Карл Брукнер (1956)
23. От Земята до Луната, Около Луната – Жул Верн (1957)
24. Пет седмици в балон, Пътешествие до центъра на Земята – Жул Верн (1957)
25. Белият вожд – Майн Рид (1957)
26. Квартеронката – Майн Рид (1957)
27. Вятърната мелница – Славчо Чернишев (1957)
28. Акция „Планинска пролет“ – Александър Авдеенко (1957)
29. Синият пакет – Георгий Брянцев (1957)
30. Остров Тамбукту (в 3 части, II (и III?) част) – Марко Марчевски (1957)
31. По следите на призрака – Николай Томан (1957)
32. Подземното владение на Сердюк – Владимир Попов (1957)
33. Второто сърце – Георгий Гуревич (1957)
34. Бленувана страна – Иля Бражнин (1957)
35. Тони и вълшебната врата – Хауард Фаст (1957)
36. Капитан Хатерас – Жул Верн (1958)
37. Децата на капитан Грант – Жул Верн (1958)
38. Ловци на жирафи – Майн Рид (1958)
39. Бялата ръкавица – Майн Рид (1958)
40. Атомният човек – Любен Дилов (1958)
41. Ракетата не отговаря – Димитър Пеев, Кирил Маричков (1958)
42. Гущерът от ледовете – Петър Бобев (1958)
43. Астронавти – Станислав Лем (1958)
44. Гласове от вековете – Петър Стъпов (1958)
45. Тайнствените светлини – Марко Марчевски (в 2 части?) (1958)
46. Белият кораб – Михаил Лъкатник (1958)
47. Черната стрела – Робърт Луис Стивънсън (1959)
48. Оцеола – Майн Рид (1959)
49. Тайнственият остров – Жул Верн (1959)
50. Остров Тамбукту – Марко Марчевски (1959)
51. Победителите на Аякс – Георги Марков (1959)
52. Джунглата Петен – Любен Христофоров (1960)
53. Петнадесетгодишният капитан – Жул Верн (1960)
54. Ловци на растения – Майн Рид (1960)
55. Островът на съкровищата – Робърт Луис Стивънсън (1960)
56. Произшествие на тихата улица – Павел Вежинов (1960)
57. Хеликоптер „МН-3“ – Димитър Янакиев (1960)
58. Мъглявината Андромеда – Иван Ефремов (1960)
59. Шхуната „Колумб“ – Николай Трублаини (1960)
60. Белият лоцман – Петър Бобев (1961)
61. Пълзачи по скали – Майн Рид (1961)
62. Ловецът на елени – Джеймс Фенимор Купър 1961
63. Чудното око – Александър Беляев (1961)
64. Внуци на нашите внуци – Юрий и Светлана Сафонови (1961)
65. Мозива Туня – Андрей Пиперов (1962)
66. Уравненията на Максвел – Анатолий Днепров (1962)
67. Приключенията на Авакум Захов – Андрей Гуляшки (1962)
68. Тайната на Черната клисура – Иржи Брабенец (1962)
69. Човекът, който търсеше себе си – Любомир Иванов (1962)
70. Ямайски марони – Майн Рид (1962)
71. Моби Дик – Херман Мелвил (1962)
72. Загадъчният връх – Пелин Велков (1963)
73. Оцеола – Майн Рид (1963)
74. Белият папуас – Георги Кочемидов (1963)
75. Самотникът от ледената пустиня – Петър Бобев (1963)
76. Големият Мон – Ален Фурние (1963)
77. Четири деца в старата гора – Домница Молдовяну (1963)
78. Грешката на Алексей Алексеев – Александър Полешчук (1963)
79. Дивото куче Казан – Джеймс Оливър Кърууд (1963)
80. „Стареца“ – Александър Лукин, Дмитрий Поляновски (1963)
81. Тримата мускетари – Александър Дюма (1964)
82. Капитан Немо – Жул Верн (1964)
83. Акция „Благословен мир“ – Атанас Георгиев (1964)
84. Синът на мечката – Ради Царев (1964)
85. Робър – Волф Дуриан (1964)
86. Човекът-лъч – Михаил Ляшенко (1964)
87. Земята на солените скали – Сат-Ок (1964)
88. Ранчото „Каменния стълб“ – Александър Грин (1964)
89. Човекът, който търси – сборник разкази (1964)
90. Факторът „Х“ – Атанас Славов (1965)
91. Морското вълче – Майн Рид (1965)
92. Граф Монте Кристо – Александър Дюма (в 2 части) (1965/1966)
93. Теао Немия – Петър Бобев (1965)
94. Заключената планета – Васил Райков, Георги Данаилов (1965)
95. По голямата спирала – Атанас Славов (1965)
96. Педра Пинтада – Ангел Сарафов (1965)
97. Съкровището на Лизимах – Цончо Родев (1966)
98. Снежният човек – Владимир Зеленгоров (1966)
99. Фантастичен хумор – Антон Донев (1966)
100. Фантастични новели – Александър Геров (1966)
101. Марсиански хроники – Рей Бредбъри (1966)
102. Формула на невъзможното – сборник разкази (1967)
103. Рудниците на цар Соломон – Хенри Райдър Хагард (1967)
104. Куентин Дъруърд – Уолтър Скот (1967)
105. Хелиополис – Хаим Оливер (1968)
106. Трудно е да бъдеш бог / Понеделник започва в събота – Аркадий и Борис Стругацки (1968)
107. Драконът от Луалаба – Петър Бобев (1968)
108. Капитан Фракас – Теофил Готие (1968)
109. Блестящият свят – Александър Грин (1968)
109. Джура – Георгий Тушкан (1969)
110. Кибериада – Станислав Лем (1969)
111. Сан Феличе – Александър Дюма (1969)
112. Звездите идват по-близо – Недялка Михова (1969)
113. Рио де ла Плата – Карл Май (1969)
113. Капитани на фрегати – Николай Чукотски (1970)
114. Двадесет години по-късно – Александър Дюма (1970)
115. Дяволската въртележка – Димитър Мантов (1971)
116. Опалите на Нефертити – Петър Бобев (1971)
116. Децата на капитан Грант – Жул Верн (1971)
117. Арканзаски трапери – Гюстав Емар (1971)
118. Джек Сламката – Зинаида Шишова (1971)
119. Квартеронката – Томас Майн Рид (1972)
120. Потайностите на Тулуза – Пиер Гамара (1972)
121. Белият вожд – Томас Майн Рид (1973)
122. Бялата ръкавица – Томас Майн Рид (1974)
123. Аз, роботът – Айзък Азимов (1974)
123. Тримата от десетата хиляда – Йежи Брошкиевич (1974)
124. Приключенията на звездния навигатор Пиркс – Станислав Лем (1974)
125. Старинно предание – Юзеф Крашевски (1975)
126. Още десет години по-късно. Том 1. Виконт Дьо Бражелон – Александър Дюма (1975)
127. Клонинги – Весела Люцканова (1976)
128. Черната стрела – Робърт Луис Стивънсън (1975)
129. Отмъщението на мъртвия инка – Петър Бобев (1976)
130. Дивото куче Казан – Джеймс Оливър Кърууд (1976)
131. Ловецът на елени – Джеймс Фенимор Купър (1977)
131. Андроника – Светозар Златаров (1977)
132. Интра – Недялка Михова (1989)
133. Призрачен цикъл – Петър Кърджилов (1989)
134. не е издавана
135. Другата врата – Весела Люцканова (1990)
136. Зелена, любя те... – Наталия Андреева (1990)

### Младежка Библиотека "Меридиани" (1962-1990)
| Номер | Заглавие                              | Автор                    | Година |
| 1     | Капка роса                            | Владимир Солоухин        | 1962   |
| 2     | Бертильон 166                         | Хосе Солер Пуиг          | 1962   |
| 3     | Ромео, Жулиета и мракът               | Ян Отченашек             | 1962   |
| 4     | Горделивци                            | Гюнтер Гьорлих           | 1962   |
| 5     | Колеги                                | Василий Аксьонов         | 1962   |
| 6     | Джамиля                               | Чингиз Айтматов          | 1962   |
| 7     | Разказ за първата любов               | Сергей Никитин           | 1962   |
| 8     | Тримата и въжето                      | Светомир Бабаков         | 1962   |
| 9     | Мината                                | Армандо Лопес Салинас    | 1962   |
| 10    | Не тичай сам по дъжда                 | Александру Ион Щефънеску | 1962   |
| 11    | Искам да вярвам                       | Игор Голосовски          | 1963   |
| 12    | Талвег                                | Вил Липатов              | 1963   |
| 13    | Гласове от Африка                     | Сборник                  | 1963   |
| 14    | Утайка                                | Хуан Гойтисоло           | 1963   |
| 15    | Семейна хроника                       | Васко Пратолини          | 1963   |
| 16    | При изпълнение на служебния дълг      | Юлиан Семьонов           | 1963   |
| 17    | Женя - чудото на XX век               | Татяна Есенина           | 1963   |
| 18    | Повест за зеления гущер               | Хенрих Боровик           | 1963   |
| 19    | Гротески                              | Шърууд Андерсън          | 1963   |
| 20    | Тишина                                | Юрий Бондарев            | 1964   |
| 21    | Зеко                                  | Иво Андрич               | 1964   |
| 22    | Смъртта се нарича Енгелхен            | Ладислав Мнячко          | 1964   |
| 23    | Кажи "Не" на смъртта                  | Димфна Кюсак             | 1964   |
| 24    | Два живота                            | Сергей Воронин           | 1964   |
| 25    | Синьо и зелено                        | Юрий Казаков             | 1964   |
| 26    | Сред планини и степи                  | Чингиз Айтматов          | 1964   |
| 27    | Горски мед                            | Леонид Первомайски       | 1964   |
| 28    | Време е, приятелю мой, време е        | Василий Аксьонов         | 1965   |
| 29    | Гневно пътуване                       | Дико Фучеджиев           | 1965   |
| 30    | Самотният бегач на дълго разстояние   | Алън Силитоу             | 1965   |
| 31    | Нали нощем плъховете спят             | Волфганг Борхерт         | 1965   |
| 32    | Да убиеш присмехулник                 | Харпър Ли                | 1965   |
| 33    | У дома                                | Анатолий Кузнецов        | 1965   |
| 34    | Сърце на длан                         | Иван Шамякин             | 1965   |
| 35    | Юли 41 година                         | Григорий Бакланов        | 1966   |
| 36    | Страната на дългите сенки             | Ханс Рюш                 | 1966   |
| 37    | По следите на Адам                    | Йежи Стефан Ставински    | 1966   |
| 38    | Стани и ходи                          | Ерве Базен               | 1966   |
| 39    | Постоянството на разума               | Васко Пратолини          | 1966   |
| 40    | Утро                                  | Мира Алечкович           | 1966   |
| 41    | Възгледите на един клоун              | Хайнрих Бьол             | 1966   |
| 42    | Вещите                                | Жорж Перек               | 1967   |
| 43    | Момичето на Бубе                      | Карло Касола             | 1967   |
| 44    | Танцуващият ястреб                    | Юлиан Кавалец            | 1967   |
| 45    | Дъга над града                        | Мира Михелич             | 1967   |
| 46    | Златният храм                         | Уилям Голдмън            | 1967   |
| 47    | Смърт в Рим                           | Волфганг Кьопен          | 1967   |
| 48    | Разкази от много меридиани            | Сборник                  | 1967   |
| 49    | Бабий яр                              | Анатолий Кузнецов        | 1967   |
| 50    | Находка. Тройка, седмица, асо         | Владимир Тендряков       | 1968   |
| 51    | Хладнокръвно                          | Труман Капоти            | 1968   |
| 52    | Дансинг в главната квартира на Хитлер | Анджей Брихт             | 1968   |
| 53    | Под мрежата                           | Айрис Мърдок             | 1968   |
| 54    | Посланикът                            | Морис Уест               | 1968   |
| 55    | Да забравиш Палермо                   | Едмонд Шарл-Ру           | 1968   |
| 56    | Вятърът на спокойствието              | Йордан Радичков          | 1968   |
| 57    | Нова проза                            | Валентин Катаев          | 1969   |
| 58    | Ласкави жени                          | Георгий Семьонов         | 1969   |
| 59    | Денят на щъркелите                    | Херберт Ото              | 1969   |
| 60    | Съвременни американски новели         | Сборник                  | 1969   |
| 61    | Елиз, или истинският живот            | Клер Ечерели             | 1969   |
| 62    | Студени дни                           | Тибор Череш              | 1970   |
| 63    | Животно, надарено с разум             | Робер Мерл               | 1970   |
| 64    | Есенен панаир                         | Георги Мишев             | 1970   |
| 65    | Неграмотният                          | Ивар Лу-Юхансон          | 1970   |
| 66    | Съвременни съветски новели            | Сборник                  | 1970   |
| 67    | Лош ден                               | Генчо Стоев              | 1971   |
| 68    | Червено и зелено                      | Айрис Мърдок             | 1972   |
| 69    | Санкт Урбан                           | Мартин Фиртел            | 1971   |
| 70    | Адамова ябълка                        | Миколас Слуцкис          | 1971   |
| 71    | Часовник без стрелки                  | Карсън Маккълърс         | 1972   |
| 72    | А утрините тук са тихи…               | Борис Василиев           | 1973   |
| 73    | Дяволски опашки                       | Ивайло Петров            | 1972   |
| 74    | Време да се живее                     | Андре Рьомакл            | 1973   |
| 75    | Горящата долина                       | Филип Боноски            | 1973   |
| 76    | Белият Бим Черното ухо                | Гавриил Троеполски       | 1973   |
| 77    | Полуобгореното дърво                  | Димфна Кюсак             | 1974   |
| 78    | Изстрели от Ноевия ковчег             | Петер Абрахам            | 1974   |
| 79    | Цветът на изворите                    | Лада Галина              | 1974   |
| 80    | Окадено небе                          | Костас Кодзяс            | 1974   |
| 81    | Да доживея до утрото                  | Васил Биков              | 1974   |
| 82    | Щастливеца                            | Войчех Жукровски         | 1975   |
| 83    | Барабани бият за Ранкас               | Мануел Скорса            | 1975   |
| 84    | Живот на грешната земя                | Анатолий Иванов          | 1975   |
| 85    | Яр                                    | Димитър Вълев            | 1975   |
| 86    | Заблуждаване на властите              | Юрек Бекер               | 1976   |
| 87    | Осем новели за любовта                | Климент Цачев            | 1976   |
| 88    | Обичана и изгубена                    | Морли Калахан            | 1977   |
| 89    | Сватбени свещи; Деца на града         | Виктор Барух             | 1977   |
| 90    | Моят парижки вуйчо                    | Аурелиу Бусуйок          | 1977   |
| 91    | В края на сезона на мъглите           | Алекс ла Гума            | 1977   |
| 92    | Тайни страхове                        | Радослав Михайлов        | 1978   |
| 93    | Маскаро, американския стрелец         | Аролдо Конти             | 1979   |
| 94    | Любовно признание                     | Сборник                  | 1979   |
| 95    | Ирий                                  | Володимир Дрозд          | 1978   |
| 96    | През пролетта на една година          | Сюзън Хил                | 1979   |
| 97    | Авария                                | Иржи Швейда              | 1979   |
| 98    | Времето на героя                      | Васил Попов              | 1979   |
| 99    | Пътуващи хора                         | Коста Странджев          | 1980   |
| 100   | Ела в зелената долина                 | Робърт Пен Уорън         | 1980   |
| 101   | Пътища на любовта                     | Анатолий Ананиев         | 1980   |
| 102   | Събота вечер                          | Милчо Радев              | 1981   |
| 103   | Пясъчен човек                         | Жан Жубер                | 1981   |
| 104   | Старецът                              | Юрий Трифонов            | 1981   |
| 105   | Някой, който се шляе                  | Хулио Кортасар           | 1981   |
| 106   | Кога ще се срещнем?                   | Виктор Лихоносов         | 1982   |
| 107   | Не пушете! Затегнете коланите         | Любен Дилов              | 1982   |
| 108   | Кукуригане на петел                   | Сборник Кубински Разкази | 1982   |
| 109   | Зелената стена                        | Атанас Мандаджиев        | 1983   |
| 110   | Танцьорката от Идзу                   | Сборник Японски Разкази  | 1983   |
| 111   | Време за раздяла                      | Олег Михайлов            | 1983   |
| 112   | Годишнина от сватбата                 | Кажимеж Кожневски        | 1984   |
| 113   | Червени слонове                       | Дончо Цончев             | 1984   |
| 114   | Писма до поискване                    | Лиляна Михайлова         | 1984   |
| 115   | Аз съм господарят на замъка           | Сузан Хил                | 1984   |
| 116   | Център на кръга                       | Димитър Начев            | 1985   |
| 117   | Светлинка далеч в степта              | Григир Тютюник           | 1985   |
| 118   | Къща от зора                          | Н. Скот Момадей          | 1985   |
| 119   | Каспар, или ризата на справедливия    | Петер Абрахам            | 1985   |
| 120   | Мемоарите на един млад човек          | Зигмунд Скуин            | 1986   |
| 121   | Началото                              | Калдарбек Найманбаев     | 1987   |
| 122   | Спиралата                             | Гурам Панджикидзе        | 1988   |
| 123   | Тристан, или за любовта               | Иржи Марек               | 1989   |
| 124   | Зубъра                                | Даниил Гранин            | 1989   |
| 125   | Турист по неволя                      | Ан Тайлър                | 1989   |
| 126   | Луси Краун                            | Ъруин Шоу                | 1990   |

### „Лъч“. Разузнавачески и приключенски романи и повести (1964 – 1990)
Книгите от № 25 до № 34 вкл. са джобен формат
1. Приключенията на Авакум Захов – Андрей Гуляшки (1964) 

2. Инспекторът и нощта – Богомил Райнов (1964)

3. Удар за удар – Василий Ардаматски (1964)

4. Момичето и предателят – Костадин Кюлюмов, Венцеслав Диаватов (псевдоним на Стефан Гечев) (1964)

5. Престъпникът ще бъде открит – Аркадий Ваксберг (1964)

6. Петровка 38 – Юлиан Семьонов (1964)

7. Чужденци – Тодор Каменов (1965)

8. Човекът в сянката – Павел Вежинов (1965)

9. Алиби – Димитър Пеев (1966)

10. Майорът от СС – Борис Недялков (1965)

11. Случаят с професора – Цветан Стоянов (1966)

12. Сребърната пътека – Иван Аржентински (1966)

13. Един човек се връща от миналото – Богомил Райнов (1966)

14. Кръвта е по-гъста от водата – Фредерик Дар, Робер Осен (1966)

15. Отвореният прозорец – Анджей Пивоварчик (1966)

16. Човекът с табакерите – Венцеслав Диаватов (псевдоним на Стефан Гечев) (1966)

17. Ако пак се срещнем – Иван Гатев (1967)

18. Тънката нишка – Яков Наумов (псевдоним на Яков Матусов), Андрей Яковлев (псевдоним на Андрей Свердлов) (1967)

19. Десет малки негърчета – Агата Кристи (1967)

20. Господин Никой – Богомил Райнов (1967)

21. Невидими боеве – Николай Тарианов (1967)

22. Търпението на Мегре – Жорж Сименон (1967)

23. Третият човек – Греъм Грийн (1968)

24. Мъртва хватка – Дечко Миланов (1968)

25. Операция 312 – Тодор Каменов (1968)

26. Няма нищо по-хубаво от лошото време – Богомил Райнов (1968) 

27. Азбучните убийства – Агата Кристи (1968)

28. Крадци на богородици – Венцеслав Диаватов (псевдоним на Стефан Гечев), Милан Миланов (1969)

29. Фалшификаторът от „Черния кос“ – Хаим Оливер (1969) – преиздадена през 1984 г. в същата поредица под № 69

30. Лулата на господин Ерин – Иван Иванов, Иван Караиванчев (1970) 

31. Вариант номер 1 – Борис Крумов (1970)

32. Знакът на четиримата – Артър Конан Дойл (1970) 

33. Залог по-голям от живота – Анджей Збих (1971)

34. Бялата роза – Константин Кирица (1971)

35. Моята тиха война – Ким Филби (1972)

36. Подозрението – Фридрих Дюренмат (1972 

37. Черният генерал – Хайнрих Хофман (1972)

38. Погрешният ход – Николай Павлов, р. 1925 г. (1972)

39. Хора с горещи сърца – очерци Владимир Бонч-Бруевич, Николай Губернаторов, Юрий Герман, Фьодор Дзерджински, Владимир Кравченко и др. (1972)

40. Къща без ключ – Алексей Азаров, Владимир Кудрявцев (1972)

41. Внезапен обиск – Стефан Поптонев (1973)

42. Ленинградска зима – Василий Ардаматски (1973)

43. Таня [Тамара Бунке] – незабравимата партизанка – Марта Рохас, Мирта Калдерон (1973)

44. Грешката на експерта – Миладин Апостолов (1973)

45. Урок по толерантност – Костадин Кюлюмов (1973)

46. Пратеникът от „Елсинор“. Хаим Оливер (1974) 

47. Получателят неизвестен – Аркадий и Георгий Вайнер (1974)

48. Етюд в червено. Из архива на Шерлок Холмс – Артър Конан Дойл (1975)

49. Школата на призраците – Роман Ким (1975)

50. Уликата – сборник. Разкази и повести. Превод: от рус. Руси Шемелеков; от нем. Веслин Радков; от англ. Георги Папанчев // Съдържание: Мир вам (повест) – Алексей Азаров и Владимир Кудрявцев / пр. Руси Шемелеков – с. 5; Последният труп на инспектор Ханъм (разкази: Прозорецът отсреща; Последният труп на инспектор Ханъм; Чекът на господин Хиполит пак има покрите; Загадката на «Дяволската дупка”) – Гюнтер Продьол / пр. Веслин Радков – с (124; Уликата (повест) – Ърл Стенли Гарднър / пр. Георги Папанчев – стр. 161)(1975) 

51. Джин Грин – недосегаемият – Гривадий Горпожакс – общ псевдоним на Василий Аксьонов, Овидий Горчаков и Григорий Поженян (1976)

52. Простодушието на отец Браун – Джилбърт Честертън (Гилбърт Кийт Честъртън), разкази (1977) 

53. Аберацио Иктус – Димитър Пеев (1978)

54. И смъртта е решение – Николай Павлов р. 1925 г. (1978)

55. А имаше човек – Борис Крумов. Повести: Свитата на принца. Силуети в очите. Отрова за брилянти (1979)

56. Мъжете с цвят на мълчание – Алберто Молина (1979)

57. Чудовището от Рокайла – Богомил Герасимов (1979)

58. Лунният камък – Уилки Колинс(1980)

59. Хамбургският оракул – Анатол Имерманис (1981)

60. Операция „Феникс“ – Михаил Прудников (1981)

61. Цианкалий за една усмивка – Родика Ожог–Брашовяну (1981)

62. Двойна игра – Александър Карасимеонов (1982)

63. Завръщането на резидента – Олег Шмельов, Владимир Востоков (1982)

64. Три кита в аквариума – Неда Антонова (1982)

65. Лятото на страха – Янис Марис (1983)

66. Дългото сбогуване – Реймънд Чандлър (1983)

67. Смърт край Нил – Агата Кристи (1983)

68. Дежурството прието – Аркадий Вайнер, Георгий Вайнер (1983)

69. Фалшификаторът от „Черния кос“ – Хаим Оливер (1984)

70. Брилянтите на Кухтерин – Михаил Черньонок (1984)

71. Японски детектив – сборник (1984). Съдържа: Чудовище в мрака – Едогава Рампо; Плюшеното мече – Сейичи Моримура (1984)

72. Свидетели няма да има – Джеймс Хадли Чейс (1984)

73. Двойникът – Тодор Георгиев-Каменов (1984)

74. Кой уби госпожа Скроф? – Мика Валтари (1985)

75. Случай с дъх на Шанел – Олдржих Косек (1985)

76. Изстрел в гърба – Николай Леонов (1985)

77. Реката на раздялата. Янко Станоев. Повест (1985)

78. Шемет. Вълчиците – Пиер-Луи Боало, Тома Нарсьожак (1986)

79. Котката със сините очи – Паул Елгерс (1986)

80. Вина за невинните – Весела Люцканова (1986)

81. Любовни замени Борис Крумов (1987)

82. Смъртна схватка –Иржи Прохазка (1987)

83. И ако утре умра – Луис Рохелио Ногерас. Четвъртият кръг – Гилермо Ривера и Луис Р. Ногерас (1986). Романи. Превод: от исп. Светлана Плашокова // Съдържание: И ако утре умра – с. 5; Четвъртият кръг – с (129)

- Нощта на кръстопътя. Мегре пътува. Търпението на Мегре – Жорж Сименон (1988)
- Ковчег от Хонконг. Свидетели няма да има – Джеймс Хадли Чейс (1988. Романи. I и II изд. Превод: Фани Зоева; Жечка Георгиева

84. Неуловимият – Димитър Начев (1988)

85. Черният ангел – Янис Марис (1988)

86. Смъртта е занимание самотно – Рей Бредбъри (1988. / Съдържа също: За живота, страховете и самотата: Интервю с автора

87. Екскурзия в Англия – Василий Ардаматски (1988)

- Съдията и неговият палач. Подозрението – Фридрих Дюренмат (1989)
- Пет малки прасенца. Азбучните убийства – Агата Кристи (1989. Романи. I и II изд. // Съдържание: Пет малки прасенца – с. 5; Азбучните убийства – с (153 с)
- Третият • Наемен убиец – Греъм Грийн (1989)

88. Капан за невестулки – Коста Радев (1988)

89. Джентълмена – Димитър Пеев (1989)

90. Мили, не бързай! – Гунар Цирулис – Чудото на Бригита – Владимир Каяк (1989)

91. Възпитаните трупове пращат писма – Валентин Пламенов (1989)

92. Октопод, част 1 – Марко Незе (1989)

- Мамичка. Убийство на 45 оборота – Боало-Нарсьожак (1990)

93. Маратон призори – Петър Искренов (1990)

94. Хотел „Планета“ – Александър Карасимеонов (1990)

### Библиотека „Приказки от цял свят“ (1957 г. – 1986 г.)
1. Грузински народни приказки (1957 г.)
2. Литовски народни приказки (1957 г.)
3. Монголски приказки (1957 г.)
4. Туркменски народни приказки (1957 г.)
5. Китайски народни приказки (1957 г.)
6. За трите златни кукли и още 36 индийски приказки (1958 г.)
7. Имало едно време… Румънски народни приказки (1959 г.)
8. Италиански народни приказки (1959 г.)
9. Английски народни приказки (1960 г.)
10. Гръцки народни приказки (1960 г.)
11. Весели приказки на разни народи (1961 г.)
12. Златорунният овен (Приказки на югославските народи) (1961 г.)
13. Приказки на азиатските народи (1961 г.)
14. Стъклената планина (Полски народни приказки) (1961 г.)
15. Тримата умници (Турски народни приказки) (1961 г.)
16. Братчето еленче (Словашки народни приказки) (1962 г.)
17. Защо хората имат различен цвят (приказки на африканските народи) (1962 г.)
18. Хитрините на Муса (Албански народни приказки) (1962 г.)
19. Огнянка-Скачанка (Уралски приказки) (1962 г.)
20. Кубински народни приказки (1963 г.)
21. Вълшебната свирка (Беларуски народни приказки) (1964 г.)
22. Виолетовият змей (Индонезийски нар.приказки) (1965 г.)
23. Киргизки народни приказки (1966 г.)
24. Юначният ковач (Словенски народни приказки) (1966 г.)
25. Царица лебед (Литовски народни приказки) (1967 г.)
26. Синята брада (Френски народни приказки) (1968 г.)
27. Господарят на ветровете (Нар.приказки от РСФСР) (1968 г.)
28. Царят на планините (Нар.приказки Южна Америка) (1968 г.)
29. Азаран Балбюл (Арменски народни приказки) (1971 г.)
30. Момъкът с вълшебния кон (Лужишки нар.приказки) (1971 г.)
31. Чудната мелница (Приказки-Прибалтийските народи) (1971 г.)
32. Щастието на Ананда (Монголски народни приказки) (1971 г.)
33. Тримата умници (Турски народни приказки) (1972 г.)
34. Багдадският търговец (Приказки от 1001 нощ) (1973 г.)
35. Вълшебният пояс (Осетински нар, приказки) (1973 г.)
36. Фут Фурмос и слънцето (Молдавски нар.приказки) (1974 г.)
37. Откъде извира Даугава (Латвийски нар.приказки) (1974 г.)
38. Вълшебния калпак (Грузински народни приказки) (1975 г.)
39. Руски народни приказки (1976 г.)
40. Огнянка-Скачанка (Уралски приказки) (1977 г.)
41. Чичо Римъс разказва (Приказки от плантациите) (1977 г.)
42. Слънчевият кон (Словашки народни приказки) (1978 г.)
43. Украински народни приказки (1979.)
44. Чудната мелница (Приказки на прибалтийските народи) (1979 г.)
45. Вълшебният калпак (Грузински нар. приказки) (1981 г.)
46. Азаран Балбюл (Арменски народни приказки) (1983 г.)
47. Откраднатият кон (Приказки на африканските народи) (1986 г.)
48. Златната птица (Татарски нар. приказки). (1986 г.)

### Библиотека „Еврика“
1975 г.
- Профил на равновесието (в природата) – Вадим Дьожкин, Том Фетисов
- Сфинксовете на XX век (очерк за имунологията) – Рем Петров
- Възраст на познанието (сборник)
- Занимателна космология – Анатолий Томилин

1976 г.
- Тайната на жреците на маите – Владимир Кузмишчев

1977 г.
- Дуботур – Александър Китайгородски
- Внимание: terra – Юрий Новиков
- Насаме със себе си: Формиране психологията на личността – Галина Башкирова

1978 г.
- Закономерни чудеса (четиво за биохимията) – Евгений Романцев
- Човек – човек (очерк за организацията и управлението на труда) – Генадий Воробьов
- Пътища през хилядолетията (очерк за писмеността) – Виктор Драчук

1979
- Занимателна космогония – Анатолий Томилин
- Беседи за живота (четиво за молекулната биология) – Станислав Галактионов, Григорий Никифорович

1980 г.
- Размисли за здравето – Николай Амосов
- Парадокси в науката – Анатолий Сухотин

### Библиотека „Мавър“
1969 г.
- Те ще спечелят света... – Владимир Найденов

1970 г.
- Парите – Тончо Трендафилов
- От Платон до Маркс – Нешо Давидов
- Красота и партийност – Александър Атанасов

1971 г.
- Студентският бунт – Владимир Найденов

1972 г.
- Аз и другите – Васил Вичев

1973 г.
- Социалната съдба на изкуството – Иван Стефанов
- Трите непресъхващи извора – Атанас Дишев

1974 г.
- Тактът – Кирил Нешев
- Позицията – Иван Кирилов

1975 г.
- Велики немски мислители – Слави Боянов
- Добро и дължимо – Васил Момов

1976 г.
- Колективизъм и индивидуалност – Васил Вичев
- Науката, тази безкрайна сила... – Димитър Филипов

1977 г.
- Кичът – Иван Славов
- Партийността – Стоян Недин
- Комунистическият идеал – Нешо Давидов

1978 г.
- Изборът или проблемът как да живеем – Иван Слаников
- Нравственият идеал – Кирил Нешев
- Философията в търсене на човека – Александър Личев

1979 г.
- Културата – Костадин Попов

1980 г.
- Старите френски мислители – Нешо Давидов

1982 г.
- Фашизмът – Жельо Желев
- Мироглед и природни науки – Илия Тасев

1984 г.
- Духовната култура и младежта – Христо Карагьозов

1985 г.
- Загадката на великото начало (произход на човека) – Здравко Дунов

1986 г.
- Взаимното привличане (масовите комуникации и културното развитие) – Влъчко Кунчев
- Етиката и ценността на човешкия живот – Васил Проданов

1988 г.
- Философия и цивилизация – Петко Ганчев
- Идеология и социална практика – Васил Вичев

1989 г.
- Клио – познатата и непознатата – Желязко Стоянов